# 데이비드 페인
데이비드 페인(David Payne, 1982년 7월 24일 ~ )는 미국의 육상 선수로 주종목은 110m 허들이다. 오하이오주 신시내티에서 태어나 신시내티 대학교에 입학했다. NCAA 산하 컨퍼런스 USA(Conference USA)에 출전해 다관왕을 차지하며 '올해의 컨퍼런스 USA 실외 육상 선수'에 올랐고, 신시내티대학을 2004년 컨퍼런스 USA 실외 육상 부문 챔피언으로 이끌었다.
2007년, 팬아메리칸 게임 110m 허들 경기에 출전해 다이론 로블레스에 이어 2위를 차지했다. 그 해 일본 오사카에서 열린 2007년 세계육상선수권대회 110m 허들 경기에선 부상당한 미국 대표 도미니크 아놀드 대신 출전하여 11초 02로 동메달을 차지했다. 특히, 이 메달은 경기가 시작하기 약 24시간 전에 도착하여 시차적응도 안 된 상태에서 딴 메달이라 그 의미가 더 각별했다.
2008년 미국실외육상선수권(2008 USATF Outdoor National Championships)에서 마지막 올림픽 출전권을 획득했으며, 이 출전권을 갖고 2008년 하계 올림픽에 출전, 13초 17의 기록으로 다이론 로블레스에 이어 은메달을 획득했다. 다음 해인 2009년에도, 미국실외육상선수권에 참가해 1위를 차지, 2009년 세계육상선수권 출전권을 획득했다. 세계육상선수권 결선에서 라이언 브레스웨이트, 테렌스 트레멜과 거의 동시에 골인했으나 사진 판독 끝에 아깝게 3위에 그쳤다. 2위 트레멜과의 기록 차는 0.003초에 불과했다.

## 성적

### 주요 대회 성적
| 날짜            | 종목      | 대회                      | 장소         | 순위 | 기록    | 기타 |
| --------------- | --------- | ------------------------- | ------------ | ---- | ------- | ---- |
| 2007년 8월 31일 | 110m 허들 | 2007년 세계육상선수권     | 오사카       | 3위  | 13초 02 |      |
| 2007년 9월 23일 | 110m 허들 | 2007년 세계육상파이널     | 슈투트가르트 | 2위  | 13초 08 |      |
| 2008년 8월 21일 | 110m 허들 | 2008년 하계 올림픽        | 베이징       | 2위  | 13초 17 |      |
| 2009년 6월 27일 | 110m 허들 | 2009년 미국실외육상선수권 | 유진         | 1위  | 13초 12 |      |
| 2009년 8월 20일 | 110m 허들 | 2009년 세계육상선수권     | 베를린       | 3위  | 13초 15 |      |

### 실외 개인 최고 기록
| 종목      | 날짜       | 장소     | 기록    |
| --------- | ---------- | -------- | ------- |
| 110m 허들 | 2007/08/31 | 오사카   | 13초 02 |
| 400m 허들 | 2004/05/15 | 루이스빌 | 51초 20 |

### 실내 개인 최고 기록
| 종목     | 날짜       | 장소    | 기록   |
| -------- | ---------- | ------- | ------ |
| 55m 허들 | 2003/02/01 | Findlay | 7초 22 |
| 60m 허들 | 2006/02/06 | 보스턴  | 7초 54 |

## 같이 보기
- IAAF 프로필